# WinHex
WinHex — универсальный HEX-редактор для Microsoft Windows.

## Описание
HEX-редактор оснащён богатыми функциональными возможностями и инструментами.
Как и все другие HEX-редакторы, WinHex может отображать контрольные суммы или коды программных файлов, которые не под силу обычным текстовым редакторам. Может пригодиться не только программистам и специалистам в области IT, которые занимаются компьютерной экспертизой или реинжинирингом, но и простым пользователям, которые хотят восстановить утерянные данные с низким уровнем обработки данных.
Ко всему прочему, утилита может использоваться для повседневной работы в аварийных ситуациях для проверки и редактирования всех известных и неизвестных видов файлов, восстановления случайно удаленных файлов из Корзины Windows (и не только) или цифровых карт камеры и многое другое.

## Возможности
Из всех возможностей редактора можно выделить следующие:
- Редактор дисков для работы с жёсткими дисками, дискетами, CD/DVD, Zip, SmartMedia, Compact Flash и прочими устройствами.
- Поддержка файловых систем FAT12/16/32, exFAT, NTFS, Ext2/3/4, CDFS, UDF[2].
- Встроенный интерпретатор для динамических дисков и RAID систем.
- Клонирование дисков.
- Надёжное удаление конфиденциальных данных без возможности восстановления.
- Разнообразные методы для восстановления потерянных или удалённых данных[3][4].
- Поддержка символов ANSI, ASCII, EBCDIC.
- Редактор оперативной памяти, обеспечивающий доступ к физической и виртуальной памяти других процессов.
- Анализ, объединение, сравнение, конвертирование файлов.
- Гибкий и многофункциональный поиск с функциями замены.
- Конкатенация и разделение файлов, объединение и разделение на четные и нечетные байты.
- Поддержка файлов, размер которых превышает 4 GB.

## Аналоги
- DMDE
- DiskEditor из состава Norton Utilities